# Flüchtlingsliste
Flüchtlingsliste hieß eine in der unmittelbaren Nachkriegszeit des Zweiten Weltkrieges herausgegebene Publikation, die bereits im Oktober 1945 erstmals erschien. Sie diente der Zusammenführung der aus dem deutschen Osten vertriebenen Adelsfamilien. Herausgeber waren der aus Mecklenburg stammende Jürgen von Flotow und der aus Schlesien vertriebene Hans Friedrich von Ehrenkrook.
Bis zum Dezember 1948 erschienen 16 Flüchtlingslisten, in denen neue Anschriften und Familiennachrichten (Verlobungen, Vermählungen, Geburten und Todesfälle, unter diesen Gefallene, Erschossene und freiwillig aus dem Leben Geschiedene) veröffentlicht wurden. Von der Nummer 12 änderten die Flüchtlingslisten ihren Namen in „Deutsches Adelsarchiv“, zählten aber die Ausgaben weiter. Sie wurden damit zum Vorläufer des noch immer erscheinenden Deutschen Adelsblatts.
Neben Adressen und genealogischen Daten wurden auch genealogische und heraldische Werke, besonders alte und neue Gothaer Taschenbücher gesucht, ebenso Abschriften von Ahnentafeln, Stammtafeln usw. zur Aufbewahrung im Deutschen Adelsarchiv.